# Passirana
Passirana Milanese is een plaats (frazione) in de Italiaanse gemeente Rho.
Tot 1928 maakte Passirana deel uit van de gemeente Lainate.